# Anatolij Azarenkow
Anatolij Ołeksandrowycz Azarenkow, ukr. Анатолій Олександрович Азаренков, ros. Анатолий Александрович Азаренков, Anatolij Aleksandrowicz Azarienkow (ur. 5 kwietnia 1938 w Odessie) – ukraiński piłkarz, grający na pozycji napastnika lub pomocnika, trener piłkarski.

## Kariera piłkarska

### Kariera klubowa
Wychowanek Szkoły Piłkarskiej klubu Dzierżyniec Odessa. W 1957 rozpoczął karierę piłkarską w Charczowyku Odessa. Aby uniknąć służby w wojsku w następnym roku wyjechał do Nowowołyńska, gdzie przez dwa lata grał w miejscowym Szachtarze. Jednak w 1960 został mobilizowany do wojskowego klubu Wołyń Łuck. Na szczęście w końcu roku weszła reforma w wojsku i piłkarz powrócił z wojska do rodzimego Czornomorca Odessa. W 1962 przeszedł do Awanharda Czerniowce, gdzie jemu było zaproponowano własne mieszkanie w Czerniowcach. Po roku powrócił do Czornomorca Odessa. W 1964 przeniósł się do Sudnobudiwelnyka Mikołajów. W 1967 został piłkarzem Krywbasa Krzywy Róg, w którym obiecali w przyszłości zatrudnić na stanowisku trenera. W tym klubie i zakończył karierę piłkarską w 1968 roku.

## Kariera trenerska
Po zakończeniu kariery piłkarskiej zgodnie z wcześniejsza umową przeszedł na pracę trenerską. Najpierw pomagał trenować Krywbas Krzywy Róg. Potem pracował na stanowisku dyrektora w klubach Krywbas Krzywy Róg, Sudnobudiwelnyk Mikołajów i Czornomoreć Odessa. W latach 1978–1980 studiował w Wyższej Szkole Trenerską. W 1981 roku został zaproszony do sztabu szkoleniowego w drużynie Kołos Nikopol, którą kierowały Wołodymyr Jemeć i Hennadij Żyzdyk. W tym że roku razem z nimi przeniósł się do Dnipra Dniepropetrowsk. W 1985 otrzymał propozycję pracy na stanowisku głównego trenera w Krywbasie Krzywy Róg. Po roku powrócił do Dnipra, ale już w połowie roku został oddelegowany przez Związek Piłki Nożnej ZSRR do komunistycznej Syrii trenować reprezentację narodową. Po wygaśnięciu kontraktu w 1990 powrócił do ojczyzny. W 1991 pomagał trenować Tiligul Tyraspol, po czym ponownie wyjechał do Syrii prowadzić reprezentację kraju. W 1993 zgodził się na propozycję pracować z omanskim klubem Al-Ahli. W następnym roku został zaproszony do grupy trenerskiej prowadzonej przez Walerego Łobanowski trenować reprezentację Kuwejtu różnych kategorii wiekowych. W 1997 wygasł kontrakt i trener powrócił do Odessy, jednak nie długo był bez pracy, tak jak już w 1998 zaproponowano trenować katarski Al-Arabi SC. We wrześniu 1999 otrzymał propozycję pracy na stanowisku głównego trenera Czornomorca Odessa, w którym pracował do sierpnia 2001. W latach 2004–2008 kierował naukowo-metodyczną grupą Czornomorca, po czym odszedł na emeryturę.

## Sukcesy i odznaczenia

### Sukcesy klubowe
- mistrz Ukraińskiej SRR: 1961
- mistrz Drugiej Grupy A, strefy ukraińskiej: 1968

### Sukcesy trenerskie
- mistrz ZSRR: 1983
- brązowy medalista Mistrzostw ZSRR: 1984, 1985
- mistrz Igrzysk śródziemnomorskich: 1987
- wicemistrz Pierwszej Ligi ZSRR: 1991

### Odznaczenia
- tytuł Mistrza Sportu ZSRR: 1967
- tytuł Zasłużonego Trenera Ukraińskiej SRR: 1983